# Les Monts du Roumois
Les Monts du Roumois est, depuis le  1er janvier 2017, une commune nouvelle française située dans le département de l'Eure en région Normandie.

## Géographie

### Hydrographie
La commune est située dans le bassin Seine-Normandie. Elle est drainée par le fossé 01 de la commune de Boissey-le-Chatel, le fossé 01 de la commune de Saint-Denis-des-Monts, le fossé 02 de la commune de Bosguerard-de-Marcouville et le fossé 03 de la commune de Bosguerard-de-Marcouville,,.

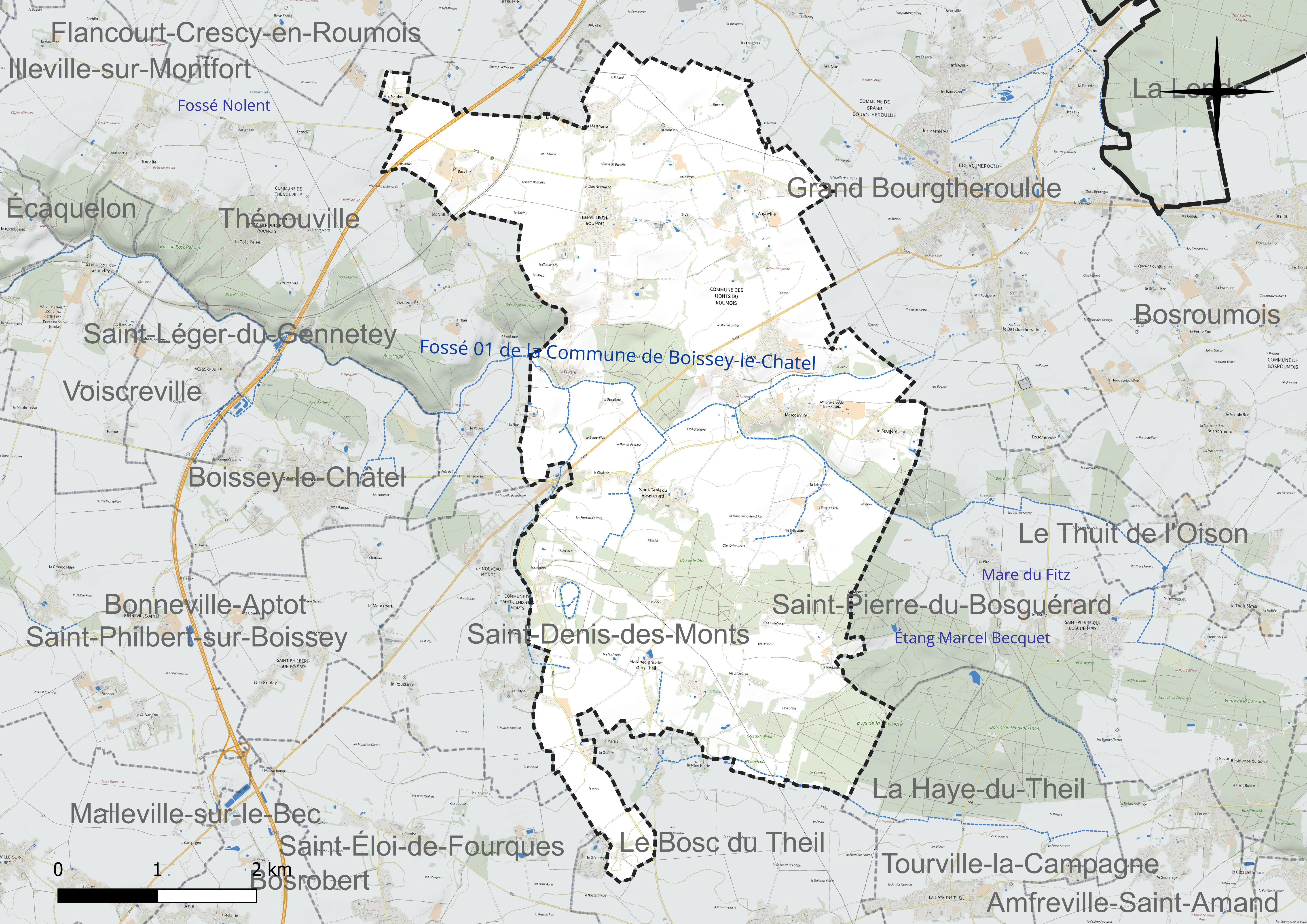
Réseau hydrographique des Monts du Roumois.

### Climat
Pour des articles plus généraux, voir Climat de la Normandie et Climat de l'Eure.
En 2010, le climat de la commune est de type climat océanique dégradé des plaines du Centre et du Nord, selon une étude du CNRS s'appuyant sur une série de données couvrant la période 1971-2000. En 2020, Météo-France publie une typologie des climats de la France métropolitaine dans laquelle la commune est exposée à un climat océanique et est dans la région climatique Côtes de la Manche orientale, caractérisée par un faible ensoleillement (1 550 h/an) ; forte humidité de l’air (plus de 20 h/jour avec humidité relative > 80 % en hiver), vents forts fréquents. Parallèlement le GIEC normand, un groupe régional d’experts sur le climat, différencie quant à lui, dans une étude de 2020, trois grands types de climats pour la région Normandie, nuancés à une échelle plus fine par les facteurs géographiques locaux. La commune est, selon ce zonage, exposée à un « climat contrasté des collines », correspondant au Pays d’Auge, Lieuvin et Roumois, moins directement soumis aux flux océaniques et connaissant toutefois des précipitations assez marquées en raison des reliefs collinaires qui favorisent leur formation.
Pour la période 1971-2000, la température annuelle moyenne est de 10,4 °C, avec  une amplitude thermique annuelle de 13,9 °C. Le cumul annuel moyen de précipitations est de 799 mm, avec 12,5 jours de précipitations en janvier et 8,6 jours en juillet. Pour la période 1991-2020, la température moyenne annuelle observée sur la station météorologique la plus proche, située sur la commune de Brionne à 13 km à vol d'oiseau, est de 11,5 °C et le cumul annuel moyen de précipitations est de 791,7 mm,. Pour l'avenir, les paramètres climatiques de la commune estimés pour 2050 selon différents scénarios d’émission de gaz à effet de serre sont consultables sur un site dédié publié par Météo-France en novembre 2022.

## Urbanisme

### Typologie
Au 1er janvier 2024, Les Monts du Roumois est catégorisée commune rurale à habitat dispersé, selon la nouvelle grille communale de densité à 7 niveaux définie par l'Insee en 2022.
Elle est située hors unité urbaine. Par ailleurs la commune fait partie de l'aire d'attraction de Rouen, dont elle est une commune de la couronne,. Cette aire, qui regroupe 317 communes, est catégorisée dans les aires de 200 000 à moins de 700 000 habitants,.

## Toponymie
Les monts est un ancien lieu-dit de l'ancienne commune de Saint-Denis-du-Bosguerard, aujourd’hui Bosguerard-de-Marcouville.
Le Roumois est une région naturelle de Normandie, située au nord du département de l'Eure.

## Histoire
La commune nouvelle regroupe les communes de Berville-en-Roumois, de Bosguérard-de-Marcouville et de Houlbec-près-le-Gros-Theil, qui deviennent des communes déléguées, le 1er janvier 2017. Son chef-lieu se situe à Berville-en-Roumois.

## Politique et administration

### Liste des maires
| Période | Période  | Identité     | Étiquette | Qualité |
| ------- | -------- | ------------ | --------- | ------- |
| 2017    | 2020     | Jean Quetier |           |         |
| 2020    | En cours | Bruno Six    | DVG       |         |

### Communes déléguées
| Nom                         | Code Insee | Intercommunalité                     | Superficie (km2) | Population (dernière pop. légale) | Densité (hab./km2) |
| --------------------------- | ---------- | ------------------------------------ | ---------------- | --------------------------------- | ------------------ |
| Berville-en-Roumois (siège) | 27062      | Communauté de communes Roumois Seine | 9,25             | 838 (2014)                        | 91                 |
| Bosguérard-de-Marcouville   | 27092      | Communauté de communes Roumois Seine | 12,00            | 610 (2014)                        | 51                 |
| Houlbec-près-le-Gros-Theil  | 27344      | Communauté de communes Roumois Seine | 2,56             | 106 (2014)                        | 41                 |

## Population et société

### Démographie
L'évolution du nombre d'habitants est connue à travers les recensements de la population effectués dans la commune depuis sa création.

En 2022, la commune comptait 1 609 habitants, en évolution de +3,07 % par rapport à 2016 (Eure : −0,25 %, France hors Mayotte : +2,11 %).
| 2015  | 2020  | 2022  |
| ----- | ----- | ----- |
| 1 560 | 1 571 | 1 609 |

## Culture locale et patrimoine

### Lieux et monuments
- Le château de La Mésangère, le petit château, la charretterie, l'orangerie, le colombier, le parc avec ses statues, ses murs, ses grilles, ses sauts-de-loup, avec les perspectives et la demi-lune au nord font l'objet d’une inscription au titre des monuments historiques depuis le 21 novembre 2008[20];
- Les ruines du château de Houlbec.

### Patrimoine naturel
- L'if situé dans le cimetière de Berville-en-Roumois  Site classé (1928)[21].
- Les deux tours du château de Houlbec et le Cryptomeria elegans sis dans la commune  Site classé (1925)[22].